# Ettore Sacchi
Ettore Sacchi (Cremona, 31 maggio 1851 – Roma, 6 aprile 1924) è stato un avvocato e politico italiano, guida del Partito Radicale Italiano, di cui promosse la costituzione in partito politico e condusse alla partecipazione ai governi liberal democratici dell'Italia prefascista.

## Biografia

### L'avvocato dei movimenti operai e contadini
Ettore Sacchi si laureò in legge a Pavia ed esercitò la professione di avvocato nella città natale, ove più tardi fu eletto consigliere comunale e provinciale. Si avvicinò alla vita politica frequentando il circolo intitolato a Carlo Cattaneo e collaborando al giornale d'ispirazione radicale Il Torrazzo, insieme al concittadino Leonida Bissolati. Fu eletto per la prima volta deputato nel 1882, nelle file dell'estrema sinistra.
Si distinse ben presto per il suo atteggiamento favorevole verso i movimenti operai e contadini; nel 1886, a Venezia, fece parte del collegio di difesa nel processo per le grandi agitazioni nel mantovano, estese al cremonese e al milanese, che si concluse con delle clamorose assoluzioni. Nello stesso anno, insieme a Filippo Turati, assunse la difesa nel processo contro gli imputati del Partito Operaio Italiano. Nel maggio del 1890 intervenne al congresso che si concluse con la sottoscrizione del Patto di Roma.
Alle elezioni del novembre 1892 Sacchi si presentò agli elettori auspicando una nuova linea politica, lontana da estremismi verbali, ma ferma nel propugnare le riforme che la situazione di allora sembrava consentire. Con tale atteggiamento flessibile e realistico, l'avvocato cremonese, una decina d'anni dopo, condurrà i radicali a confrontarsi con la politica di riforme inaugurata da Zanardelli e Giolitti.
Alla caduta di Francesco Crispi (1896), Felice Cavallotti, riferimento indiscusso dell'estrema sinistra radicale, compì un'operazione trasformistica, chiedendo al suo gruppo di appoggiare il nuovo governo di destra liberale, formato da Antonio di Rudinì. Il voto di fiducia alla Camera dimostrò che Cavallotti aveva con sé la grandissima maggioranza del partito, con l'eccezione di Ettore Sacchi e pochissimi altri, che votarono contro.

### La crisi di fine secolo e l'estrema sinistra
Con la morte di Cavallotti (6 marzo 1898), Sacchi assunse progressivamente la figura di guida del partito radicale. Dopo i moti milanesi del maggio 1898 e l'arresto dei deputati socialisti Filippo Turati, Anna Kuliscioff, Andrea Costa, Leonida Bissolati e del radicale Carlo Romussi, Sacchi si offrì come difensore legale degli arrestati, non disdegnando di essere chiamato "l'avvocato dei socialisti".
In occasione dell'assassinio del re Umberto I (29 luglio 1900), Sacchi commemorò il sovrano con parole di quasi esaltazione, dimostrando un lealismo dinastico ormai dichiarato e convinto. Di fronte alle critiche apparse sul quotidiano della sinistra Il Secolo, Sacchi rispose che il partito radicale non avrebbe ragion d'essere se non distinguendosi dai repubblicani e ripudiando le loro pregiudiziali.
Anche un anno dopo, Sacchi, pur vivamente contestato dagli stessi compagni di partito (come Romussi e Colajanni), ribadì l'assoluta convinzione che ogni “pregiudiziale” nei confronti della monarchia doveva essere abbandonata, in quanto tutte le riforme propugnate dai radicali erano compatibili con la monarchia.

### Sacchi capo del Partito radicale: la politica giolittiana degli inizi del secolo

Giuseppe Marcora

Nel 1901, al momento della costituzione del governo Zanardelli-Giolitti, Sacchi e Marcora, capi delle due principali correnti del partito radicale, furono invitati a partecipare alla coalizione. L'intesa s'infranse sul nodo delle spese militari. Nel 1903, fu nuovamente Giolitti, incaricato di costituire il nuovo governo, a chiedere ai radicali di prendervi parte. E ancora una volta Sacchi frappose un rifiuto (Marcora e il suo gruppo, peraltro, votarono a favore del Governo Giolitti II).
Al I congresso del partito radicale (27-30 maggio 1904) si affrontarono le due correnti rivali, capeggiate da Marcora e da Sacchi. Formalmente, la differenza tra le due posizioni si riduceva a ciò: per il primo l'istituto monarchico non avrebbe potuto essere definitivamente accettato fino a che non si fosse dimostrato compatibile con le esigenze democratiche: la monarchia era dunque sottoposta a una condizione sospensiva; per Sacchi, invece, l'istituto doveva accettarsi fino a che non si rivelasse incompatibile con quelle esigenze; era un'accettazione sottoposta a condizione risolutiva. Sostanzialmente, però, Sacchi era, più aperto ai problemi sociali, più preoccupato delle esigenze e delle aspirazioni delle classi diseredate, meno incline di Marcora a separarsi dai socialisti.
Concorrono a spiegare questa particolarità del suo pensiero politico-sociale le vicende della giovinezza a Cremona a fianco di Bissolati, il sempre mantenuto contatto con le leghe dei lavoratori nella pianura padana, la sua opera di avvocato difensore di agitatori e capi del movimento operaio e contadino, la sua convinzione del valore positivo della coscienza dei lavoratori nella loro forza. Il congresso radicale si concluse con la vittoria di Sacchi, che riuscì a far approvare all'unanimità la sua mozione, nella quale si accettavano le istituzioni vigenti fino a che esse continuassero a dimostrarsi compatibili con il processo democratico. Il congresso, infine, proclamò la costituzione ufficiale del Partito Radicale Italiano.
Successivamente Giolitti propose — e ottenne — la nomina di Marcora alla Presidenza della Camera dei deputati. Fu il passo decisivo che avviò il partito radicale ad assumersi responsabilità di governo. L'ingresso ufficiale avvenne nel 1906, con l'avvento del governo Sonnino; Sacchi fu nominato Ministro di Grazia e Giustizia e Culti. Con la caduta del governo dei "cento giorni" guidato da Sidney Sonnino, i radicali parteciparono ai successivi governi di Giolitti (1906-09), Luzzatti e ancora di Giolitti (1911-14). Sacchi fu Ministro dei Lavori Pubblici in questi ultimi due governi. Alle elezioni del 1909, che videro un'ulteriore e notevole avanzata dei radicali, il partito era divenuto una componente decisiva delle maggioranze governative.

### L'uscita dei radicali dal governo Giolitti
Con l'adesione incondizionata alla monarchia e l'ingresso nella maggioranza governativa, i radicali persero gran parte della loro carica propulsiva e riformatrice. Nel 1911 accettarono passivamente la guerra italo-turca che, sostanzialmente, furono costretti ad avallare. Lo stesso Sacchi ebbe cura di non prendere posizione, trovandosi in evidente imbarazzo.
Le inquietudini dei radicali giunsero, peraltro, a un inaspettato stadio di ebollizione proprio con lo svolgimento delle prime elezioni a suffragio universale maschile del 1913, che avrebbero dovuto rappresentare la conquista di una delle rivendicazioni storiche del partito dell'estrema sinistra. La conclusione del patto Gentiloni, tra Giolitti e le gerarchie cattoliche, era infatti principalmente diretto contro il principale partito della democrazia laica, che, pur risultando ancora una volta vittorioso, fu elettoralmente danneggiato. Al congresso del Partito radicale, tenutosi a Roma ai primi di febbraio del 1914, l'insurrezione antigiolittiana traboccò e, a grande maggioranza, il partito radicale votò per l'uscita dei suoi ministri dal governo Giolitti IV.

### Il neutralista Ettore Sacchi e la crisi mortale del radicalismo italiano
Allo scoppio della prima guerra mondiale gli interventisti, nel Partito radicale, costituivano la maggioranza; l'ala neutralista, facente capo a Sacchi, seguiva poco convinta. Il politico cremonese si chiuse in un silenzio diffidente e ostile, appartandosi in una prudente e passiva posizione di attesa, ma non riuscì a dare alcun valido sostegno alla politica giolittiana di neutralismo. Alla fine si rimise fatalmente alla volontà della maggioranza, in nome dei «superiori interessi della nazione», accettando anche di partecipare ai ministeri di guerra come ministro di Grazia e Giustizia e dei Culti nei governi Boselli e Orlando.
Nell'ottobre del 1917 firmò il «decreto Sacchi», che deferiva ai Tribunali militari anche i civili accusati di «disfattismo». Grazie ad esso non solo gli scioperi furono considerati illegittimi, ma venne giudicato reato qualunque situazione che impedisse lo svolgimento del lavoro (per esempio, le manifestazioni). Nella grande crisi dell'intervento, Sacchi aveva intuito che ad uscirne più malconcio sarebbe stato proprio il partito radicale, rivelando, prima di tutto, la sua mancanza di coesione e la propria impotenza.
Al termine del conflitto mondiale la legge n. 1179 del 17 luglio 1919, nota come legge Sacchi, abolì l'autorizzazione maritale e, all'art. 7, autorizzò le donne a entrare nei pubblici uffici, tranne che nella magistratura, nella politica e in tutti i ruoli militari: "Le donne sono ammesse, a pari titolo degli uomini, ad esercitare tutte le professioni ed a coprire tutti gl'impieghi pubblici, esclusi soltanto, se non vi siano ammesse espressamente dalle leggi, quelli che implicano poteri pubblici giurisdizionali o l'esercizio di diritti e di potestà politiche che attengono alla difesa dello Stato".
Nel gennaio 1919, Sacchi — che era ministro della Giustizia — uscì dal governo Orlando e si dichiarò, a nome della direzione generale del Partito radicale, per una larga amnistia, un'imposta globale complessiva sul reddito e, più genericamente, per una «democrazia del lavoro», nell'intento di ribadire l'aspirazione del Paese ad una maggiore apertura sociale.

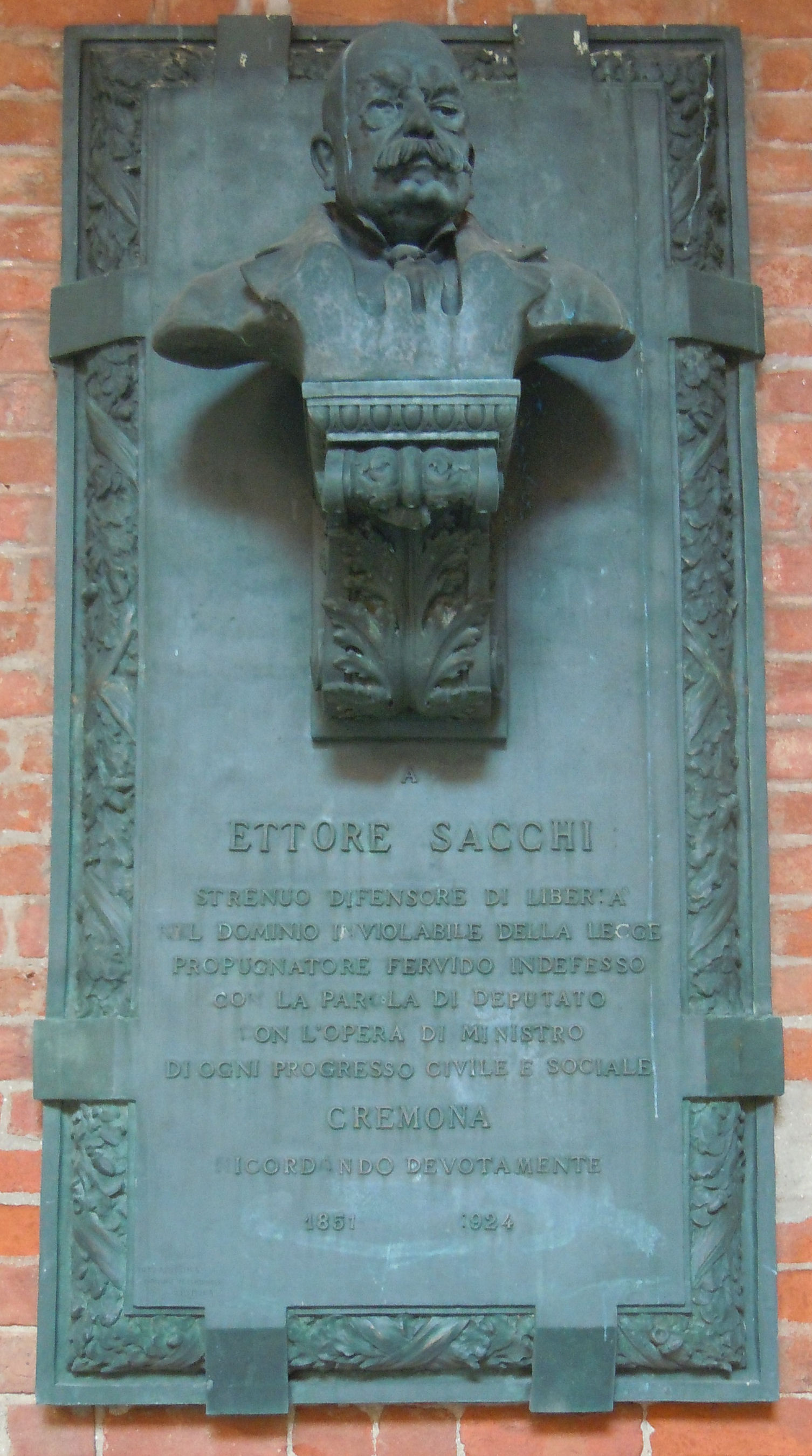
Cremona, lapide ad Ettore Sacchi

Ma tale strategia non riuscì e alle elezioni del 1919 il Partito radicale registrò una flessione nel numero degli eletti, la prima dopo anni di continua ascesa; alle successive consultazioni perfino Sacchi, che pure era ancora una delle più eminenti figure del partito ed era stato assai poco incline all'intervento, fu punito dai propri elettori e non fu rieletto. Il combattente di tante battaglie per la democrazia lasciò dunque la politica e morì povero nel 1924.
Fu membro  dell'Ordine massonico Le Droit Humain.